# 巨弧
巨弧（英語：Giant Arc）是2021年6月發現的跨越33億光年的大尺度結構。星系的結構超過了12億光年的閾值，挑戰了宇宙學原理，即在足夠大的尺度上，宇宙在每個地方（均質）和每個方向（各向同性）都被認為是相同的。巨弧由星系、星系團、氣體和塵埃組成。它位於92億光年之外，橫跨可觀測宇宙半徑的大約15分之一。它是中央蘭開夏大學宇宙學博士候選人亞歷克西婭·洛佩茲使用史隆數位巡天的數據發現的。
它可能和大環構成一個相連的宇宙系統的一部分。
如果巨弧在夜空中可見，它將形成一個弧形，佔據的空間相當於20個滿月，或天空中的10度。

## 发现
巨弧与大环并非是直接观测发现他们的。而是通过在这些大尺度宇宙结构后方由数千个遥远类星体的光谱中看到的吸收线显示出来的。通常来说，如果Mg II（镁）在2796 Å和2803 Å波长处存在吸收线，那么类星体前方有可能有一个暗淡的吸收天体。而通过测量吸收线的位置与理论波长之间的差异，可以计算出吸收体的红移，进而推断出其距离和在宇宙中的位置。
在发现大环后，A.M. Lopez也是使用了史隆数位巡天(SDSS)的发光的高红移类星体的光谱测量。